# TT164
La tombe thébaine TT 164 est située à Dra Abou el-Naga, dans la nécropole thébaine, sur la rive ouest du Nil, face à Louxor en Égypte.
C'est la sépulture d'Antef (Jn-jt.f), scribe des recrutements, datant des règnes d'Hatchepsout et Thoutmôsis III XVIIIe dynastie.